# Sorry (bài hát của Justin Bieber)
"Sorry" là một bài hát của nghệ sĩ thu âm người Canada Justin Bieber nằm trong album phòng thu thứ tư của anh, Purpose (2015). Nó được phát hành vào ngày 22 tháng 10 năm 2015 như là đĩa đơn thứ hai trích từ album Def Jam Recordings. Bài hát được đồng viết lời bởi Bieber, Julia Michaels, Justin Tranter với những nhà sản xuất nó Skrillex và BloodPop, đồng thời cũng là những cộng tác viên quen thuộc xuyên suốt sự nghiệp của anh và tham gia vào công đoạn sáng tác cho hầu hết những tác phẩm từ Purpose. "Sorry" là một bản dancehall-pop, tropical house và moombahton mang nội dung đề cập đến lời xin lỗi của một chàng trai đối với người yêu của mình, trong đó anh mong nhận được sự tha thứ để quay lại và chuộc lại những lỗi lầm trong quá khứ, đã thu hút nhiều sự phỏng đoán từ giới truyền thông về việc có liên quan đến người bạn trai cũ của nữ ca sĩ Selena Gomez. Đây là một trong bốn tác phẩm đánh dấu sự hợp tác chung giữa Skrillex và BloodPop cho Purpose (bên cạnh "I'll Show You", "The Feeling" và "Children"), cũng như một số bài hát khác được cả hai thực hiện cho album nhưng không sản xuất với nhau.
Sau khi phát hành, "Sorry" nhận được những phản ứng tích cực từ các nhà phê bình âm nhạc, trong đó họ đánh giá cao giai điệu hấp dẫn và quá trình sản xuất nó, đồng thời gọi đây là một điểm nhấn nổi bật từ album. Ngoài ra, bài hát còn gặt hái nhiều giải thưởng và đề cử tại những lễ trao giải lớn, bao gồm đề cử tại giải Âm nhạc châu Âu của MTV năm 2016 cho Bài hát xuất sắc nhất. "Sorry" cũng tiếp nhận những thành công vượt trội về mặt thương mại, đứng đầu các bảng xếp hạng ở Canada, Đan Mạch, Ireland, Hà Lan, New Zealand, Bồ Đào Nha, Slovakia, Nam Phi, Tây Ban Nha, Thụy Điển và Vương quốc Anh, đồng thời lọt vào top 10 ở hầu hết những quốc gia nó xuất hiện, bao gồm vươn đến top 5 ở nhiều thị trường lớn như Úc, Áo, Bỉ, Phần Lan, Pháp, Đức, Ý, Na Uy và Thụy Điển. Tại Hoa Kỳ, nó đạt vị trí số một trên bảng xếp hạng Billboard Hot 100 trong ba tuần liên tiếp, trở thành đĩa đơn quán quân thứ hai của Bieber tại đây, và chỉ bị thay thế đĩa đơn tiếp theo của anh "Love Yourself", giúp nam ca sĩ trở thành một trong những nghệ sĩ hiếm hoi trong lịch sử làm được điều này.
Video ca nhạc cho "Sorry" được đạo diễn bởi Parris Goebel và nằm trong chuỗi những video được phát hành để quảng bá album "Purpose: The Movement", trong đó bao gồm những cảnh nhiều vũ công nhảy múa dưới phông nền trắng. Nó đã nhận được hai đề cử tại giải Video âm nhạc của MTV năm 2016 cho Video của năm và Video Pop xuất sắc nhất. Bieber đã trình diễn "Sorry" trên nhiều chương trình truyền hình và lễ trao giải lớn, bao gồm The Ellen DeGeneres Show, The Tonight Show Starring Jimmy Fallon, Today, The Voice, giải thưởng Âm nhạc Mỹ năm 2015, giải Brit năm 2016 và giải thưởng âm nhạc Billboard năm 2016, cũng như trong nhiều chuyến lưu diễn của anh. Kể từ khi phát hành, nó đã được hát lại và sử dụng đoạn nhạc mẫu bởi nhiều nghệ sĩ, như Ariana Grande, Camila Cabello, Jimmy Fallon, Birdy, The 1975, Foxes, The Vamps, Bart Baker và chính tác giả của bài hát Julia Michaels. Tính đến nay, nó đã bán được hơn 15 triệu bản trên toàn cầu, trở thành đĩa đơn bán chạy thứ năm của năm 2016 cũng như là một trong những đĩa đơn bán chạy nhất mọi thời đại.

## Danh sách bài hát
- Tải kĩ thuật số[1]

1. "Sorry" – 3:20

- Tải kĩ thuật số - Latino phối lại[2]

1. "Sorry" (Latino phối lại) (hợp tác với J. Balvin) – 3:40

## Xếp hạng
| Bảng xếp hạng (2015-16)                                         | Vị trí cao nhất |
| --------------------------------------------------------------- | --------------- |
| Argentina (Monitor Latino) Latino phối lại hợp tác với J Balvin | 10              |
| Úc (ARIA)                                                       | 2               |
| Áo (Ö3 Austria Top 40)                                          | 2               |
| Bỉ (Ultratop 50 Flanders)                                       | 2               |
| Bỉ (Ultratop 50 Wallonia)                                       | 3               |
| Brazil (Billboard Brasil Hot 100 Airplay)                       | 6               |
| Canada (Canadian Hot 100)                                       | 1               |
| Cộng hòa Séc (Rádio Top 100)                                    | 9               |
| Cộng hòa Séc (Singles Digitál Top 100)                          | 1               |
| Colombia (National-Report) Latino phối lại hợp tác với J Balvin | 6               |
| Đan Mạch (Tracklisten)                                          | 1               |
| Phần Lan (Suomen virallinen lista)                              | 2               |
| Pháp (SNEP)                                                     | 4               |
| Đức (Official German Charts)                                    | 3               |
| Hungary (Rádiós Top 40)                                         | 26              |
| Hungary (Single Top 40)                                         | 4               |
| Ireland (IRMA)                                                  | 1               |
| Ý (FIMI)                                                        | 3               |
| Nhật Bản (Japan Hot 100)                                        | 23              |
| Hà Lan (Dutch Top 40)                                           | 1               |
| Hà Lan (Single Top 100)                                         | 1               |
| New Zealand (Recorded Music NZ)                                 | 1               |
| Na Uy (VG-lista)                                                | 2               |
| Ba Lan (Polish Airplay Top 100)                                 | 29              |
| Bồ Đào Nha (AFP)                                                | 1               |
| Scotland (OCC)                                                  | 1               |
| Slovakia (Rádio Top 100)                                        | 38              |
| Slovakia (Singles Digitál Top 100)                              | 1               |
| Slovenia (SloTop50)                                             | 23              |
| Nam Phi (EMA)                                                   | 1               |
| Hàn Quốc (Gaon International Singles)                           | 13              |
| Tây Ban Nha (PROMUSICAE)                                        | 1               |
| Thụy Điển (Sverigetopplistan)                                   | 1               |
| Thụy Sĩ (Schweizer Hitparade)                                   | 2               |
| Anh Quốc (OCC)                                                  | 1               |
| Hoa Kỳ Billboard Hot 100                                        | 1               |
| Hoa Kỳ Adult Contemporary (Billboard)                           | 11              |
| Hoa Kỳ Adult Pop Airplay (Billboard)                            | 3               |
| Hoa Kỳ Dance Club Songs (Billboard)                             | 1               |
| Hoa Kỳ Dance/Mix Show Airplay (Billboard)                       | 1               |
| Hoa Kỳ Latin Pop Songs (Billboard)                              | 6               |
| Hoa Kỳ Pop Airplay (Billboard)                                  | 1               |
| Hoa Kỳ Rhythmic (Billboard)                                     | 1               |

| Bảng xếp hạng                        | Vị trí |
| ------------------------------------ | ------ |
| UK Singles (Official Charts Company) | 10     |
| US Billboard Hot 100                 | 239    |

| Bảng xếp hạng (2015)                     | Vị trí |
| ---------------------------------------- | ------ |
| Australia (ARIA)                         | 16     |
| Austria (Ö3 Austria Top 40)              | 59     |
| Belgium (Ultratop 50 Flanders)           | 86     |
| Canada (Canadian Hot 100)                | 67     |
| Denmark (Tracklisten)                    | 21     |
| Germany (Official German Charts)         | 52     |
| Hungary (Single Top 40)                  | 64     |
| Hungary (Stream Top 10)                  | 41     |
| Ireland (IRMA)                           | 19     |
| Italy (FIMI)                             | 73     |
| Netherlands (Dutch Top 40)               | 53     |
| New Zealand (Recorded Music NZ)          | 14     |
| Sweden (Sverigetopplistan)               | 36     |
| Switzerland (Schweizer Hitparade)        | 64     |
| UK Singles (Official Charts Company)     | 10     |
| Bảng xếp hạng (2016)                     | Vị trí |
| Argentina (CAPIF)                        | 1      |
| Argentina (Monitor Latino)               | 23     |
| Australia (ARIA)                         | 31     |
| Austria (Ö3 Austria Top 40)              | 54     |
| Belgium (Ultratop 50 Flanders)           | 46     |
| Belgium (Ultratop 50 Wallonia)           | 50     |
| Brazil (Billboard Brasil Hot 100)        | 1      |
| Canada (Canadian Hot 100)                | 1      |
| Colombia English (National-Report)       | 4      |
| Denmark (Tracklisten)                    | 16     |
| France (SNEP)                            | 26     |
| Germany (Official German Charts)         | 48     |
| Hungary (Rádiós Top 40)                  | 65     |
| Hungary (Single Top 40)                  | 33     |
| Hungary (Stream Top 10)                  | 37     |
| Israel (Media Forest)                    | 12     |
| Italy (FIMI)                             | 16     |
| Japan (Japan Hot 100)                    | 42     |
| Japan Hot Overseas (Billboard Japan)     | 1      |
| Netherlands (Dutch Top 40)               | 34     |
| Netherlands (Single Top 100)             | 12     |
| New Zealand (Recorded Music NZ)          | 7      |
| South Korea (Gaon International Singles) | 41     |
| Spain (PROMUSICAE)                       | 5      |
| Sweden (Sverigetopplistan)               | 24     |
| Switzerland (Schweizer Hitparade)        | 20     |
| UK Singles (Official Charts Company)     | 16     |
| US Billboard Hot 100                     | 2      |
| US Adult Contemporary (Billboard)        | 20     |
| US Adult Top 40 (Billboard)              | 24     |
| US Hot Dance Club Songs (Billboard)      | 2      |
| US Dance/Mix Show Airplay (Billboard)    | 5      |
| US Latin Pop Songs (Billboard)           | 25     |
| US Pop Songs (Billboard)                 | 8      |
| US Rhythmic (Billboard)                  | 14     |
| Venezuela English (Record Report)        | 1      |
| Worldwide (IFPI)                         | 5      |
| Bảng xếp hạng (2017)                     | Vị trí |
| Japan Hot Overseas (Billboard Japan)     | 11     |
| South Korea (Gaon International Singles) | 65     |
| Bảng xếp hạng (2018)                     | Vị trí |
| South Korea (Gaon International Singles) | 82     |

## Chứng nhận
| Quốc gia | Chứng nhận  | Số đơn vị/doanh số chứng nhận |
| --- | ----------- | ----------------------------- |
| Úc (ARIA) | 7× Bạch kim | 490.000‡                      |
| Bỉ (BEA) | 2× Bạch kim | 40.000‡                       |
| Canada (Music Canada) | 7× Bạch kim | 560.000*                      |
| Đan Mạch (IFPI Đan Mạch) | 3× Bạch kim | 180.000^                      |
| Pháp (SNEP) | Kim cương   | 233.333‡                      |
| Đức (BVMI) | Bạch kim    | 300.000‡                      |
| Ý (FIMI) | 6× Bạch kim | 300.000‡                      |
| Nhật Bản (RIAJ) | Vàng        | 100.000^                      |
| México (AMPROFON) |             | 480.000‡                      |
| New Zealand (RMNZ) | 5× Bạch kim | 0*                            |
| Ba Lan (ZPAV) | Kim cương   | 100.000‡                      |
| Hàn Quốc (Gaon Chart) | —           | 429,254                       |
| Tây Ban Nha (PROMUSICAE) | 6× Bạch kim | 240.000‡                      |
| Thụy Điển (GLF) | 7× Bạch kim | 140.000‡                      |
| Anh Quốc (BPI) | 4× Bạch kim | 2.400.000‡                    |
| Hoa Kỳ (RIAA) | 8× Bạch kim | 8.000.000‡                    |
| * Chứng nhận dựa theo doanh số tiêu thụ. ^ Chứng nhận dựa theo doanh số nhập hàng. ‡ Chứng nhận dựa theo doanh số tiêu thụ và phát trực tuyến. |             |                               |

## Lịch sử phát hành
| Quốc gia | Ngày              | Định dạng                                              | Hãng đĩa     | Nguồn   |
| -------- | ----------------- | ------------------------------------------------------ | ------------ | ------- |
| Nhiều    | 23 tháng 10, 2015 | Tải kĩ thuật số                                        | Def Jam      | [ 1 ]   |
| Nhiều    | 6 tháng 11, 2015  | Tải kĩ thuật số (Latino phối lại hợp tác với J Balvin) | RBMG Def Jam | [ 2 ]   |
| Ý        | 21 tháng 12, 2015 | Contemporary hit radio                                 | Universal    | [ 119 ] |